# Chingiz Abdullayev
Chingiz Abdullayev (Azerbeidzjaans: Çingiz Abdullayev) (Bakoe, 7 april 1959) is een Azerbeidzjaanse schrijver. Hij werd in 2015 ook voorzitter van de voetbalclub Neftçi Bakoe.
Abdullayev studeerde van 1976 tot 1981 rechten aan de staatsuniversiteit van Azerbeidzjan. In 1988 promoveerde hij en kreeg een eredoctoraat aan de universiteit van Krakau.
Abdullayev werkte tot 1989 als geheim agent voor de KGB. Zijn ervaringen gebruikte hij in zijn boeken, die grote populariteit verkregen in de voormalige Sovjetlanden.
In 1989 werd Abdullayev secretaris van de schrijversbond van Azerbeidzjan. In 2009 werd hij geëerd met de Shohrat Orde vanwege zijn bijdragen aan de literatuur.